# 庫列伊卡河
庫列伊卡河是俄羅斯的河流，屬於葉尼塞河的右支流，由克拉斯諾亞爾斯克邊疆區負責管轄，河道全長888公里，流域面積44,700平方公里，發源自普托拉納高原，河水主要來自雨水和融雪，每年十月至翌年五月結冰。
66°29′20″N 87°14′30″E / 66.48889°N 87.24167°E